# Oligocentria pinalensis
Oligocentria pinalensis är en fjärilsart som beskrevs av Benjamin 1932. Oligocentria pinalensis ingår i släktet Oligocentria och familjen tandspinnare. Inga underarter finns listade i Catalogue of Life.